# Mapeta cynosura
Mapeta cynosura är en fjärilsart som beskrevs av Herbert Druce 1895. Mapeta cynosura ingår i släktet Mapeta och familjen solmott, Pyralidae. Inga underarter finns listade i Catalogue of Life.